# LG Energy Solution

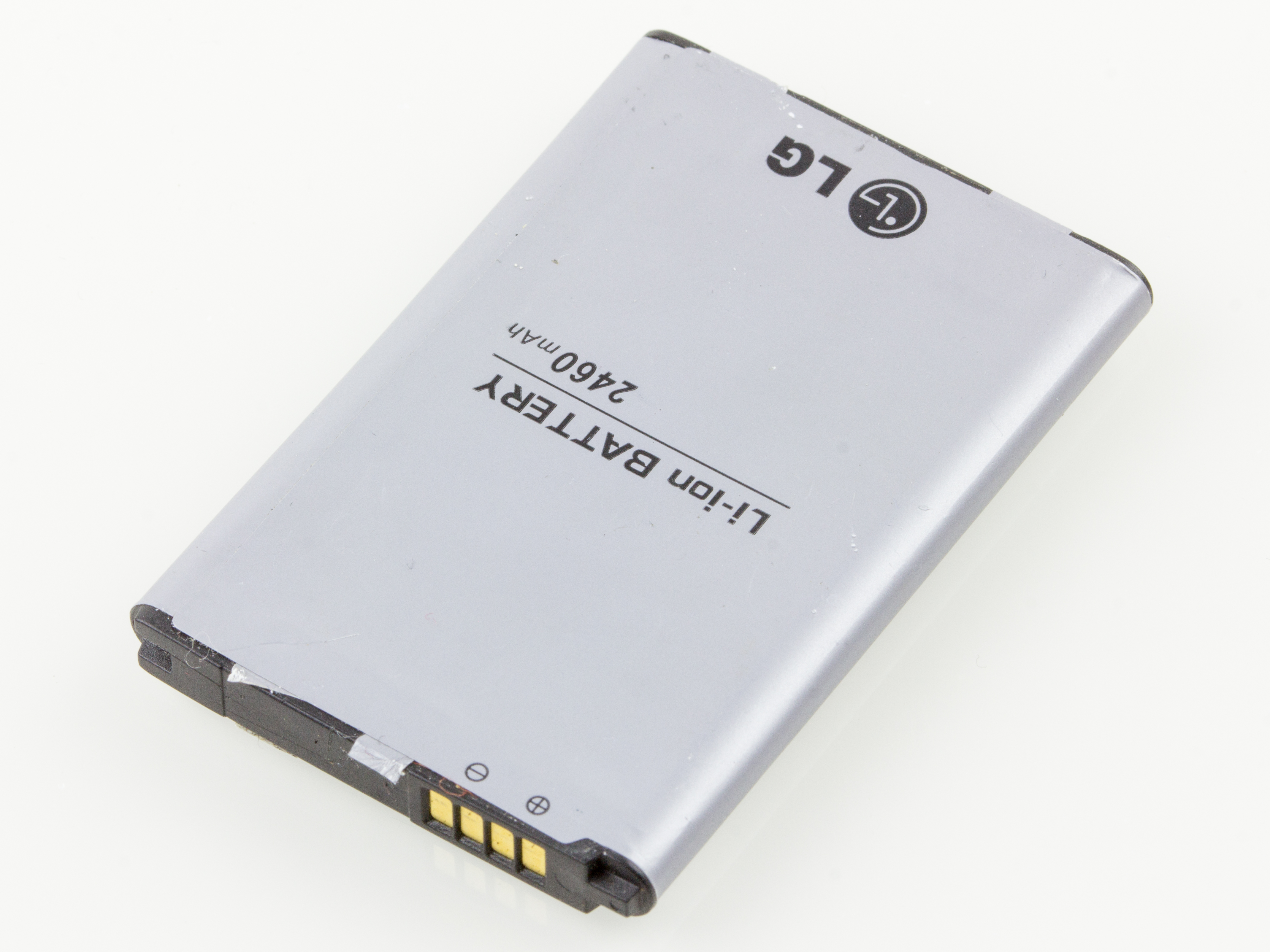
LG-Li-Ionen-Akku

LG Energy Solution ist ein südkoreanisches Unternehmen der LG-Gruppe, das im Bereich Energiespeicher (Batterien) tätig ist. Es stellt Akkus für IT-Produkte, mobile Haushaltsgeräte, verschiedene Typen von Elektrofahrzeugen sowie Energiespeichersysteme (ESS) her. Es entstand 2020 aus der Sparte Energielösungen des größten Chemieunternehmen Südkoreas LG Chem als Spin-off und ging Ende Januar 2022 an die Börse. Der Hauptsitz des Unternehmens ist Seoul.
Seit 2024 strebt LGES eine Vergrößerung in den Nicht-Automobilbereichen wie Schiffe und Robotik an.

## Geschichte
LGES ging aus LG Chem hervor, die zwei Jahre nach der Beendigung der japanischen Kolonialzeit, 1947, als Kosmetikunternehmen Lucky Chemical Industrial Corporation gegründet wurde und wenige Jahre später auch Kunstharze produzierte. Nach Umbenennungen hieß es Lucky Chemical Industries Co, Ltd., 1979 dann Lucky Corporation. In den 1970er und 1980er baute das Unternehmen mehrere Fabriken zur Herstellung von Kunststoffen sowie ein F&E-Zentrum. LG Chem begann bereits 1992 mit der Forschung an Lithium-Ionen-Batterie. 1999 folgte die erste Massenproduktion von zylindrischen Lithium-Ionen-Zellen.

### Bereich Antriebsbatterien
Die Sparte Energielösungen der LG Chem startete 2009 mit Massenproduktion von Traktionsakkus für den Chevrolet Volt. GM kürte LG Chem zum „Zulieferer des Jahres 2015“. 2017 errichtete das Unternehmen LG Chem im süd-koreanischen Yeosu eine Produktionsstätte für Kohlenstoffnanoröhren; sie werden vor allem für die Fertigung von Lithium-Ionen-Akkus benötigt. Die Jahreskapazität lag anfangs bei 100 Tonnen.
Nach einer Studie von Navigant Research gehörte LG Chem neben Panasonic und Samsung SDI zu den drei führenden Akkuherstellern für Elektroautos hinsichtlich der Strategie und Durchführung. Durch die Entwicklung von patentiertem SRS (englisch stability-reinforced separator), einer hauchdünnen Auftragung einer nanokeramischen Schicht auf eine Polyolefinmembran, wird eine hohe thermische Stabilität und somit lange Haltbarkeit der Akkus erreicht. Im Weiteren wird die hohe Zuverlässigkeit der Batteriezellen durch optimierte Konstruktion der Akkuzelle (Stapel- und Falttechnik statt Aufrolltechnik) und Akkuchemie realisiert. Die Stapel- und Falttechnik mit anschließender Laminierung kommt üblicherweise bei den Pouch-Zellen zur Anwendung. Die Aufrolltechnik wird bei zylindrischen Rundzellen und bei prismatischen Zellen eingesetzt. Bei den prismatischen Zellen wird die aufgewickelte Zelleinheit zu einer „Bisquitrolle“ (engl. jelly roll) zusammengepresst und in einem quaderförmigen Gehäuse untergebracht. Die Pouch-Zelle hat den Vorteil des geringen Totraums; deren Produktion ist aber aufwendiger und dauert länger.
Laut einer Studie des Jahres 2015 war bei den Chevy Volt erster Generation, die mit Akkus von LG Chem ausgestattet waren, nach drei Jahren fast kein Abfall der Akkukapazität festzustellen. GM-Manager Larry Nitz meinte, dass von den 20 Mio. produzierten Zellen weniger als 2 Problemfälle pro 1 Mio. Zellen aufgetaucht wären. LG Chem gewann weitere Autohersteller (Hyundai, Renault, Ford, Volvo, Tesla Motors u. a.) als Kunden. 
Schon als LG Chem wurden die Traktionsakkus an vier Standorten produziert: Cheongju in Südkorea, Holland (Michigan) in USA, und Nanjing in China. 2016 wurde mit der Errichtung einer weiteren Fabrik in Kobierzyce bei Breslau begonnen und in 2017 fertiggestellt. Die Produktion in Polen lief 2018 an. Die Fabrik in Polen besteht aus zwei Produktionsgebäuden mit insgesamt acht Produktionslinien: Die erste Linie ist für Renault, Jaguar und Land Rover; die zweite und fünfte Linie sind für Audi, Porsche die dritte Linie produziert Standardzellen; die vierte Linie ist für VWs und Mercedes-Benz; die dritte Linie produziert Standardzellen; die vierte Linie ist für VWs MEB-Plattform vorgesehen; die 6. Linie ist für Porsche; die 7. Linie für die PSA-Gruppe. Da die Nachfrage nach Akkuzellen für E-Autos in Europa riesig ist, versuchte LG Chem ein breiteres Fertigungsformat einzuführen. Dies hatte zur Folge, dass die Produktion anfänglich problematisch verlief. Die Ausbeute soll Ende 2019 weniger als 80 % betragen haben. Die Produktionslinien in Südkorea haben eine Ausbeute von ca. 99 %. Das war ein Grund für die Verzögerung bei der Auslieferung von Audis e-Tron. 2019 gehörte die Fabrik in Polen mit 15 GWh zu den größten der Welt. Ende 2019 vereinbarte LG Chem mit General Motors eine neue Zellfertigung in Ohio auf Basis eines Joint Ventures zu errichten.

### Energiespeicher für Photovoltaikanlagen
Im Bereich Solarspeicher ist das Unternehmen mit dem Produkt RESU (Residential Energy Storage Unit), einem kompakten und erweiterbaren Energiespeicher in verschiedenen Kapazitätsgrößen, sehr erfolgreich (2015). Sie wurden nicht nur unter dem Namen LG, sondern unter anderem auch unter dem Namen Varta verkauft. 2016 gewann der LG Chem RESU den im Vorfeld der Batteriespeichermesse electrical energy storage in München verliehenen ees Award. Die Serie enthält Niedervolt (48 V)- und Hochvolt (400 V)-Versionen.
Der südkoreanische Präsident Moon Jae-in versucht seit seinem Amtseintritt im Oktober 2017 die Energieversorgung seines Landes umzugestalten. Der Anteil an nuklearer Stromerzeugung soll gesenkt und dafür der Anteil an erneuerbarer Energie gesteigert werden. Seit 2017 wurden in Südkorea viele Energiespeichersysteme (ESS) installiert. Obwohl viele dieser ESS weltweit installiert wurden und dort keinerlei Probleme bekannt sind, kam es bei den in Südkorea installierten ESS zu Bränden. Insgesamt wurden 23 Fälle registriert. Darauf wurde ein Untersuchungsteam gegründet und Maßnahmen ergriffen. Trotzdem wurden 2019 weitere fünf Brände gemeldet. Ein zweites Untersuchungsteam wurde gegründet. Die betroffenen ESS wurden mit Zellen von LG Chem und Samsung SDI ausgerüstet.

## Seit 2020
2020 wurde das eigenständige Spin-off LG Energy Solution (LGES) gegründet. Im selben Jahr führte LGES bei den Heimspeichern (RESU) neue Zellen mit geringerem Kobalt-Anteil und höherer Leistungsdichte ein. 2021 hatte LGES den zweitgrößten weltweiten Marktanteil von über 20 Prozent bei Batterien für Elektrofahrzeuge. Der Börsengang von LGES am 27. Januar 2022 war der bis dahin größte Börsengang an die Korea Exchange in Südkorea und machte die LG-Tochter zu einem der höchstbewerteten Unternehmen des Landes. Der weltweite Marktanteil von LGES bei stationären Energiespeichern lag 2022 bei 7,5 %. 2023 arbeiteten über 4000 Mitarbeiter von LGES im Bereich Forschung und Entwicklung.
Seit 2023 werden stationäre Energiespeicher in Nanjing mit Lithium-Eisenphosphat-Akkumulatoren (LFP) hergestellt. Im Juni desselben Jahres stellte LGES Li-NMC-Speicher (S-Frame) vor. In Ohio fand im März 2023 der erste Spatenstich für eine Fabrik mit etwa 2000 Arbeitsplätzen statt, die in einem 2022 gegründeten Joint Venture mit Honda betrieben werden soll. Im Oktober 2023 startete LGES eine strategische Allianz bei zylindrischen LFP-Akkus 4680 mit der BYD-Submarke FinDreams mit Blick auf den amerikanischen und den europäischen Markt.

## Belege
1. 1 2  About us ｜ LG Energy Solution. In: lgensol.com. Abgerufen am 24. Januar 2025 (englisch).
2. 1 2  https://www.lgensol.com/de/company-about, abgerufen am 21. Januar 2025.
3. ↑  Über uns. LG Chem, abgerufen am 31. Dezember 2021.
4. ↑  Nicolas La Rocco: LG Chem: Neuer Smartwatch-Akku mit 25 Prozent höherer Kapazität. In: computerbase.de. 29. Juni 2015, abgerufen am 30. Januar 2025.
5. ↑  Cora Werwitzke: LG Energy Solution will unabhängiger von der Autoindustrie werden. In: electrive.net. 7. Oktober 2024, abgerufen am 24. Januar 2025.
6. ↑  History. LG Chem, abgerufen am 31. Mai 2016 (englisch).
7. ↑  James Ayre: LG Chem Named As A 2015 GM Supplier Of The Year. CleanTechnica, 15. März 2016, abgerufen am 31. Mai 2016 (englisch).
8. ↑  Shin Ji-hye: LG Chem to up production of carbon nanotubes. The Korean Herald, 31. Januar 2017, abgerufen am 10. Februar 2017 (englisch).
9. ↑  LG Chem, Panasonic, and Samsung SDI Score Highest in Assessment of Lithium Ion Battery Manufacturers, According to Navigant Research. Business Wire, 3. Dezember 2015, abgerufen am 20. Mai 2016.
10. ↑  배터리 내부 밀도를 높이는 기술 : Stack auf YouTube, 13. Januar 2020, abgerufen am 13. Januar 2020.
11. ↑  최후의 배터리, 파우치 vs 각형캔 auf YouTube, 24. Januar 2020, abgerufen am 24. Januar 2020.
12. ↑  James Ayre: Chevy Volt Batteries Almost 100 % Problem-Free. Gas2, 14. Oktober 2015, abgerufen am 31. Mai 2016 (englisch). (Archivlink)
13. 1 2  Cora Werwitzke: LG Chem: Halbe Milliarde Euro für Werksausbau in Polen. In: electrive.net. 24. April 2020, abgerufen am 19. Februar 2025.
14. ↑  https://www.automotiveit.eu/technology/volvo-bezieht-batterien-von-catl-und-lg-chem-266.html, von Mai 2019, abgerufen am 30. Januar 2025
15. 1 2  Heinz Arnold: Das sind die größten Hersteller von Li-Ionen-Batterien - Energiespeicher. In: elektroniknet.de. 11. Februar 2019, abgerufen am 28. Januar 2025.
16. ↑  Jung Wook: LG Chem starts building its fourth EV battery plant in Poland. Pulsenews, 6. Oktober 2016, abgerufen am 6. Oktober 2016 (englisch).
17. 1 2 3 4  Mark Kane, Übersetzung Stefan Leichsenring: LGES-Werk in Polen: Das ist die größte Batteriefabrik Europas. In: insideevs.de. 28. März 2022, abgerufen am 19. Februar 2025.
18. ↑  골칫덩이 LG화학 폴란드 배터리 공장 정상화는 언제? auf YouTube, 25. Dezember 2019, abgerufen am 26. Dezember 2019.
19. ↑  Michale Wayland: GM, LG Chem to create $2.3 billion battery cell venture for electric vehicles, to create 1,100 jobs in Ohio. CNBC, 5. Dezember 2019, abgerufen am 27. Mai 2019 (englisch).
20. ↑  Max Hall: LG Chem steals a march on Tesla. PV Magazine, 24. Juli 2015, abgerufen am 31. Mai 2016 (englisch).
21. ↑  Bella Peacock: LG solar battery recall expanded, NSW reports battery fire spike. In: pv-magazine-australia.com. 24. November 2022, abgerufen am 24. Januar 2025 (englisch).
22. ↑  Heiko Schwarzburger: Ein Modul für alle Speicher. In: pveurope.eu. 26. Juni 2017, abgerufen am 29. Januar 2025 (englisch).
23. ↑  ees AWARD Gewinner 2016. In: photovoltaik4all.de. Abgerufen am 30. Januar 2025.
24. ↑  Jason Svarc: LG RESU Battery Review. In: cleanenergyreviews.info. 20. Mai 2021, abgerufen am 30. Januar 2025 (englisch).
25. ↑  Michael Herh: Investigation Committee Says Defective Batteries Are to Blame for ESS Fires. Business Korea, 20. Januar 2020, abgerufen am 22. Januar 2020 (englisch).
26. ↑  ESS 화재 사고를 알아봅시다 auf YouTube, 21. Januar 2020, abgerufen am 22. Januar 2020.
27. ↑  Sebastian Schaal: LG Chem schließt Abspaltung von Batteriesparte ab. In: electrive.net. 2. Dezember 2020, abgerufen am 30. Januar 2025.
28. ↑  Michael Fuhs: LG gründet LG Energy Solution und präsentiert leistungsstärkere Resu-Heimspeicherbatterie. In: pv-magazine.de. 7. Dezember 2020, abgerufen am 24. Januar 2025.
29. ↑  Stefan Leichsenring: Weltweiter Batteriemarkt 2021: CATL vor LG und Panasonic. In: insideevs.de. 8. Februar 2022, abgerufen am 24. Januar 2025.
30. ↑  LG Energy Solution debuts in South Korea’s biggest IPO In: aljazeera.com vom 27. Januar 2022
31. ↑  Jang Seob Yoon: LG Energy Solution: ESS market share 2023. In: statista.com. 11. März 2024, abgerufen am 25. Januar 2025 (englisch).
32. ↑  Jung Suk-yee: LG Energy Solution's Record R&D Spending Fuels Battery Innovation. In: businesskorea.co.kr. 30. Dezember 2024, abgerufen am 24. Januar 2025 (englisch).
33. ↑  Sebastian Schaal: LGES kauft LFP-Kathodenmaterialien in China. In: electrive.net. 23. Februar 2024, abgerufen am 24. Januar 2025.
34. ↑  LG Energy Solution Presents Fresh Innovations at Ees Europe 2023 in Munich - Leaping from Battery Supplier to Comprehensive System Provider. In: batteriesnews.com. 19. Juni 2023, abgerufen am 29. Januar 2025 (englisch).
35. ↑  Staff: LGES, Honda Form Joint Venture for EV Battery Production in the U.S. In: aftermarketnews.com. 1. September 2022, abgerufen am 24. Januar 2025 (englisch).
36. ↑  Mark Kane: LGES And Honda Break Ground For New EV Battery JV In Ohio. In: insideevs.com. 9. März 2023, abgerufen am 24. Januar 2025 (englisch).
37. ↑  Phate Zhang: BYD's battery unit FinDreams partners with LG to target US and European markets. In: cnevpost.com. 7. Oktober 2023, abgerufen am 2. Februar 2025 (englisch).